# Cloreto de paládio(II)
Cloreto de paládio (II), ou cloreto paladioso, também conhecido como dicloreto de paládio, é o composto químico com a fórmula PdCl2. PdCl2 é um material comum de partida para a química do paládio - catálises baseada em paládio são de particular valor em síntese orgânica. É preparado pela cloração do paládio.